# 德大寺實定
德大寺實定（日语：／ Tokudaiji Sanesada */?，1139年—1192年2月1日）是日本平安時代後期至鎌倉時代初期的公卿和歌人，官位是正二位左大臣，藤原北家閑院流德大寺家出身，其父是正二位右大臣德大寺公能，其子是從一位左大臣德大寺公繼。實定亦是《百人一首》歌人之一，有約75首作品收錄於敕撰和歌集。

## 生平

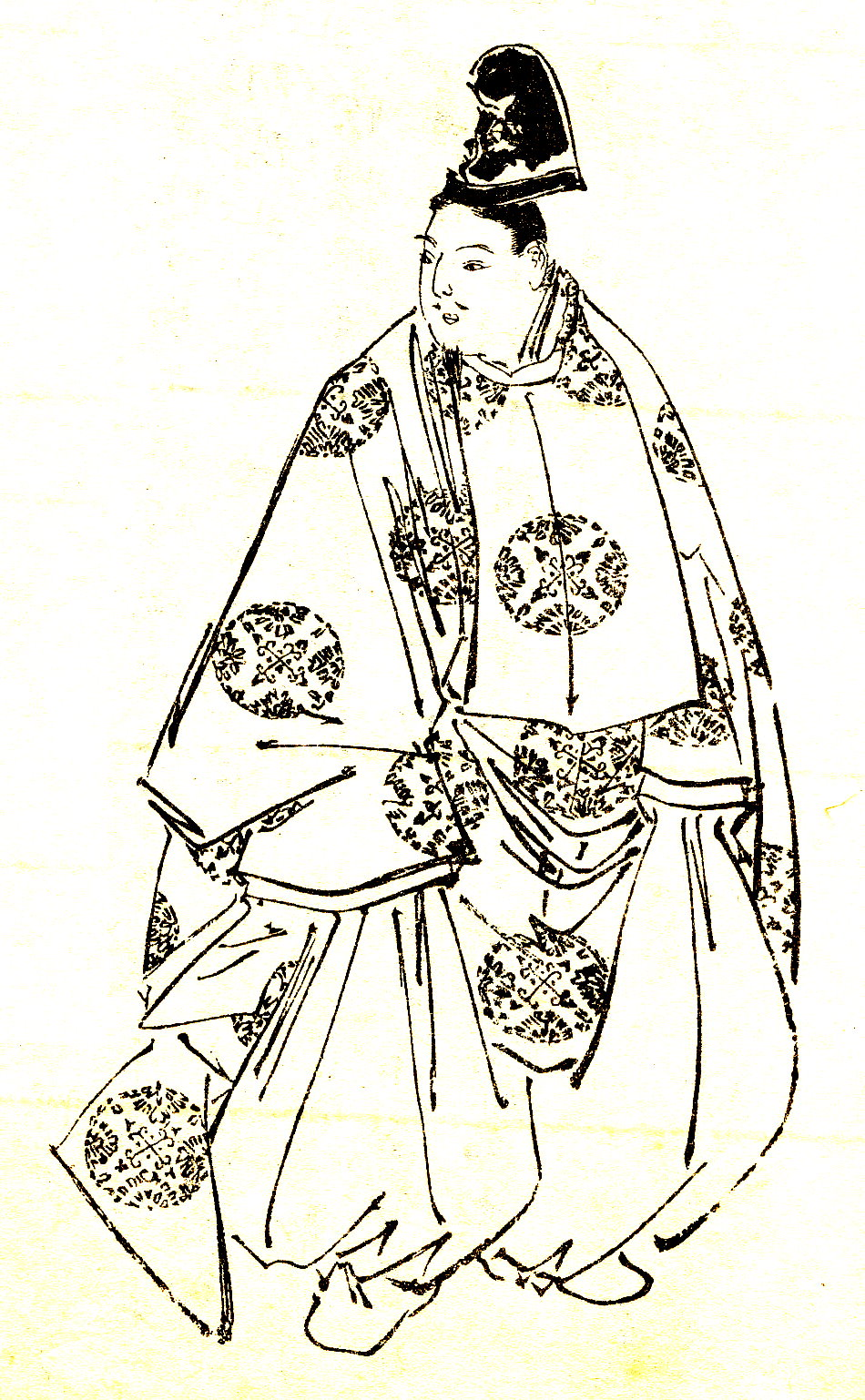
《前賢故實》中的德大寺實定
（菊池容齋作品）

按《公卿補任》記載，永治元年12月26日（1142年1月24日），年僅3歲的實定敘爵（無品禎子內親王給）。按《台記》記載，他在康治3年1月28日（1144年3月4日）元服。
按《公卿補任》記載，實定在久安2年正月7日（1146年2月19日）升至從五位上（前待賢門院御給），久安5年4月9日（1149年5月17日）就任左兵衛佐，久安7年正月2日（1151年1月21日）升正五位下（朝覲行幸賞。暲子內親王給）。仁平2年正月28日（1152年3月6日），他就任左近衛權少將，翌年正月21日（1153年2月16日）就任伊予權介，仁平4年正月5日（1154年2月18日）升從四位下（府勞），久壽2年正月6日（1155年2月9日）升從四位上（前待賢門院未給），同年11月22日（12月18日）再升至正四位下（春宮御給）。保元元年9月17日（1156年10月3日），他就任左近衛權中將，同年10月27日（12月11日）兼任中宮權亮，同年11月3日（12月16日）升至從三位（中宮立后後始入內賞）。翌年正月24日（1157年3月6日），他就任但馬權守。保元3年2月21日（1158年3月23日），他出任權中納言，並且擔任皇后宮權大夫，同年8月1日（8月26日）轉任皇后宮大夫，翌年2月13日（1159年3月4日）由於院號宣下而離任大夫一職，同年2月19日（3月10日），按《山槐記》記載，他就任為上西門院的院別當。
永曆元年正月21日（1160年2月29日），實定兼任右衛門督，同年2月28日（4月6日）出任檢非違使別當，同年7月24日（8月27日）辭去兩職，並且於8月11日（1160年9月12日）轉任中納言。應保2年8月17日（1162年9月27），他升至從二位（行幸故右大臣大炊御門第賞）。長寬2年閏10月23日（1164年12月8日），他出任權大納言，及後由於超越了三條實長的位階而在永萬元年8月17日（1165年9月23日）辭任，並且升正二位，同年10月28日（12月3日）本座宣旨。翌年正月18日（1166年2月20日），他出任皇后宮大夫。按《百鍊抄》記載，他在嘉應元年10月2日（1169年10月23日）遭到賊人襲擊而受傷。
按《公卿補任》記載，實定在翌年7月26日（1170年9月8日）將皇后宮大夫一職讓給藤原俊成。安元3年3月5日（1177年4月5日），他再次擔任大納言，同年3月24日（4月24日），他接任九條兼實原本擔任的神宮上卿一職。治承元年12月27日（1178年1月17日），他兼任左近衛大將。壽永2年4月5日（1183年4月28日），他就任為內大臣，同年4月9日（5月2日）續任左近衛大將。同年11月21日（1184年1月5日），木曾義仲與松殿基房聯手，以借用其內大臣一職為名，改由基房之子松殿師家出任內大臣。翌年正月22日（1184年3月6日），他重新擔任內大臣，並且續任左近衛大將。
按《玉葉》記載，文治元年12月6日（1185年12月29日），平家滅亡後，實定獲源賴朝指名為十名議奏公卿之一，按《公卿補任》記載，他在翌年10月29日轉任右大臣，雖然續任左近衛大將，但是在同年11月辭任。按《玉葉》記載，他在文治4年6月27日（1188年7月22日）辭任神宮上卿一職，翌年7月10日（1189年8月23日）從右大臣改任左大臣。建久元年7月17日（1190年8月19日），他以辭任左大臣一職來換取其子德大寺公繼就任參議，翌年6月20日（1191年7月13日）因病出家，法號如圓，同年閏12月16日（1192年2月1日）死去，享年53歲，按《吾妻鏡》記載，賴朝對實定之死感到惋惜。

## 人物
按《玉葉》記載，實定家中藏書萬卷，除了和歌他也擅長有職故實、漢詩、管絃和今樣，漢詩方面，他曾經在嘉應2年9月13日（1170年10月24日）主辦漢詩歌合寶莊嚴院詩歌合，《古今著聞集》和《和漢兼作集》也收錄了其詩作，音樂方面按《神樂血脈》記載，他是多好方的弟子，曾經參與清暑堂的御神樂，承安4年（1174年）時參加了由後白河院舉行的今樣合，《平家物語》亦記載了他在遷都福原時在多子御所唱誦今樣。另一方面，按《平家物語》記載，他曾經為了討好平清盛而前往參拜嚴島神社，又曾經想迎娶清盛的心腹藤原邦綱之女而被清盛阻止，反映他為人追求名利，《平家物語》和《古今著聞集》也記載了其才華橫溢所致的怪異行徑以及爭奪官位的軼事。此外，他也著有具體描述了治承和壽永年間朝廷綱紀敗壞的日記《庭槐抄》、將《庭槐抄》的改元壽永的部分抄寫出來的《壽永改元定記》以及已散佚的有職故實書《掌函補抄》。

### 和歌
- 《小倉百人一首》
後德大寺左大臣
菱川師宣繪本
- 《百人一首》歌牌
後德大寺左大臣

實定收錄於敕撰和歌集的和歌數目眾說紛紜，《日本古典文學大辭典》記載為73首、櫻井陽子在《朝日日本歷史人物事典》指是76首，《和歌大辭典》和《和歌文學大辭典》則均主張是78首。受到平氏政權和源平合戰等的影響，他在辭任權大納言達12年後才再次出任大納言，期間投放了大量時間在和歌之上，歌風豁達而纖細，他在永萬元年（1165年）參加了藤原俊成舉辦的歌會，與俊惠和藤原隆信等人有過交流，歌合方面他作為歌人參加了在仁安2年（1167年）舉行的歌林苑歌合、翌年秋天舉行的前中務少輔季經歌合、嘉應2年10月9日（1170年11月18日）舉行的住吉社歌合、同年10月19日（10月28日）舉行的建春門院北面歌合、承安2年（1172年或1173年）12月舉行的廣田社歌合以及壽永元年（1182年）以前舉行的右近中將資盛歌合，長寬3年（1165年）至承安2年（1172年）則與寂蓮、小侍從和殷富門院大輔等人一同創作了實定百首。復任大納言之後，由於他自行創作和歌的事蹟僅限於右大臣家百首以及文治6年（1190年）女御任子入內時的屏風歌，《無名抄》也因此記載了俊惠對其的批評，不過根據《類題鈔》的記載，他在壽永2年4月4日（1183年4月27日）時也曾經舉辦百首歌，《平家物語》也記載他在大原御幸時也詠唱了和歌，其作品同時入選了《月詣和歌集》、《言葉集》、《玄玉集》、《歌仙落書》和《治承三十六人歌合》等同時期的歌集，與《無名抄》相比，《歌仙落書》對其更是讚不絕口，反映他作為歌人的評價毀譽參半。

## 百人一首
- 《百人一首內 後德大寺左大臣》
歌川國芳的浮世繪
- 《小倉擬百人一首》
後德大寺左大臣
高橋彌十郎 妻皐月（日语：絵本合法衢）
歌川廣重的浮世繪

| 《新編國歌大觀》版本 | 全日本歌牌協會版本 嵯峨嵐山文華館版本 | 中譯                                        |
| -------------------- | ------------------------------------- | ------------------------------------------- |
|                      |                                       | 曙色朦朧裡 數聲啼杜鵑 舉頭無所見 殘月掛西天 |

這首和歌收錄於《千載和歌集》卷第三「夏歌」，《新編國歌大觀》編號是181，詞書是「清晨聽到小杜鵑的啼聲時而作」（暁聞郭公といへるこころをよみ侍りける）。此歌同時收錄於《定家八代抄》，實定本身與藤原定家的表兄弟關係對於入選《百人一首》也起到一定的作用。小杜鵑作為歌題在《萬葉集》出現的次數達156次，為鳥類歌題中最多，在《後撰和歌集》時期逐漸注視於其初次的啼聲，用例在《金葉和歌集》時期大幅增加，與《萬葉集》時期著重於描述日間小杜鵑的姿態繼而讚頌其啼聲相比，平安時代時更注重於在晚上看不見其姿態時的啼聲。同時，月亮作為歌題大多與秋天相題並論，夏天晚上的月亮並不常見，不過也有清原深養父的《百人一首》入選作以及收錄於《後拾遺和歌集》的藤原賴通的和歌（《新編國歌大觀》編號92）等前例。實定的作品則從上句的聽覺轉移至和下句的視覺，將等候啼聲的漫漫長夜與瞬間飛走的小杜鵑形成對比，展現出在清晨時聽到小杜鵑啼聲的驚喜。此歌在眾多《百人一首》的入選作中也算是非常著名，宗祇和香川景樹均對此歌多有讚賞，《百人一首》的入選作中也僅有此歌以小杜鵑為題，足以得知定家對此歌的評價之高，大田南畝也創作了與此歌相近的狂歌，《柳樽》也有讚頌此歌技巧的川柳。
首句是指小杜鵑。第二句是指望向啼叫的方向時，其中是表示結束的助動詞的連體形，並且由於同時是及物動詞，因此這裡採用了擬人法，則是表示動作的對象的格助詞。第三句是指眺望，其中是下二段動詞的已然形，則是接續助詞，表示順接的確定條件。第四句和末句連起來的意思是留下的僅僅是有明之月，其中副詞是的連用修飾語，是四段動詞（剩下）的已然形，是表示存續的助動詞的連體形，則是表示強調的係助詞，與形成係結。

## 家集
實定的家集是《林下集》，由實定自行編撰而成，總共收錄了379首和歌，包括春歌59首、夏歌29首、秋歌57首、冬歌47首、戀歌58首、哀傷歌100首和雜歌29首，整體以抒情歌為主，贈答歌也有約70組，其中非實定的作品達90首，包括藤原清輔、藤原俊成、藤原公通、俊惠、源賴政、藤原成範、藤原隆信、上西門院兵衛和小侍從等人。此外，通過與《長方集》與《寂蓮家之集》比較，可以確認到家集中第260首和第288首的缺失部分，而第286首、第287首、第320首和第321首的詞書標記也存在問題，加上由於在入選《新古今和歌集》的16首實定的作品中，家集只收錄了其中的7首，可見此家集可能經過篩選，考慮到第287首和288首之間的缺少部分，推測原本家集收錄了更多的和歌。成書時期方面由於收錄歌幾乎都是止於治承3年（1179年），因此推測在同年寫成，從其內容推測，估計與《賴政集》的成立有關，另外在編寫動機方面也可能與之前受守覺法親王所託而編成的《長秋詠藻》、《林葉集》和《大宰大貳重家集》有關。
現存的版本分別有慶應義塾大學圖書館舊館藏久我家舊藏折口信夫寄贈本、靜嘉堂文庫藏本、聖母清心女子大學藏黑川春村校對本等手抄本以及弘化2年（1845年）出版的仲田顯忠加註本《林下集標注》。全數均屬於同一系統，其中歷史最悠久以及保存最為良好的是慶應義塾大學圖書館舊館藏本，手抄自室町時代末期，為長24.6厘米，寬15.4厘米的列帖裝，蔓草紋金襴裂封面，沒有題簽，封面背面是金泥和銀泥而成的雲霞紋和秋草，撒有箔和砂子，內頁封面左上寫有「林下集 上下 後德」，正文料紙是雁皮紙，分為五摺，第一摺有6頁，第二摺有9頁，第三至五摺有10頁，雙面書寫，著墨82頁，首三頁以及尾五頁為白紙，—面八行，和歌一首兩行，詞書隔一個半空格。其中，最初的白紙第三頁蓋有「慶應義塾圖書館藏」的方形朱印，第四頁和最後一頁則有「久我文庫」的方形朱印，家集的包裝紙的中央部分寫有「通具御筆」，右上角則是「久我文庫」的朱印。此版本的已被劃去的第45首為第44首的衍文，另外亦缺少了其他版本中的第287首以及第373首有部分缺失。另外，此版本以外的手抄本多有德大寺公胤在大永元年10月12日（1521年11月11日）的奧書，指出德大寺實淳原本所有的家集在應仁之亂時丟失，後來他得到足利義政承諾外借其藏本予公胤抄寫，他又讓其弟空實再手抄一本。雖然其他版本的第287首與第288首之間推測有重大的缺失，但是慶應義塾大學圖書館舊館藏本則連同相關缺失部分也完整地抄寫下來，加上考慮到原為久我家的藏本，因此屬於最可信的版本。此外，《林下集標注》雖然在卷末以拾遺名義補上了約110首和歌，不過其中有些並非實定的作品。底本方面，《新編國歌大觀》、《私家集大成》和《新編私家集大成》均以慶應義塾大學圖書館舊館藏本為底本，《日本歌學全書》以《林下集標注》為底本 。

### 註解
1. ↑  本座是指離任後仍然保留在任時的待遇[4]。
2. ↑  詞書是指該和歌的主題和寫作動機等相關事宜[24]。
3. ↑  有明之月是指陰曆16日後天亮時仍然看得見的月亮[27]。
4. ↑  贈答歌是指兩人之間互相通過和歌來溝通[31]。
5. ↑  金襴是一種紡織品，指將貼於金箔上的紙剪碎後，通過平金絲（日语：金銀糸）的方式，應用於綾、繻子織（日语：繻子織）、羅和紗等以緯絲編織而成的紋樣上[35]。
6. ↑  砂子是指將金箔和銀箔弄成粉，作為裝飾撒在上面[36]。

## 外部連結
- . 國書數據庫 （日语）.
- . 國書數據庫 （日语）.